# Miyake, Nara
Miyake (japanska: 三宅町?, Miyake-chō) är en landskommun (köping) i Nara prefektur i Japan.  